# Oswald Sattler
Oswald Sattler (né le 7 décembre 1957 à Castelrotto, Bolzano) est un musicien et agriculteur italien.
Il s'est fait connaître comme le deuxième chanteur et le guitariste des Kastelruther Spatzen. En 1993, il se sépare du groupe pour débuter une carrière solo. Avec les Bergkameraden, il remporte la deuxième place au grand prix de la chanson populaire de 2009 (Grand Prix der Volksmusik).

## Discographie
- Danke Freunde (1996)
- Die Prinzessin der Dolomiten (1997)
- Abend über Südtirol (1998)
- Das Herz der Berge (1999)
- Gloria in excelsis Deo – Religiöse Lieder (1999)
- Ich zeig' dir die Berge (2000)
- Bolero Montagna (2001)
- Ich könnt' ohne Berge nicht leben – Die großen Erfolge (2002)
- Die weißen Sterne der Berge (2002)
- Kyrie Eleison – Religiöse Lieder (2003)
- Einfach Danke (2004)
- Stille Nacht, heilige Nacht (2004)
- Meine Heimat (2005)
- Wege zum Glauben (2006)
- Fremde Erde (2007)
- Erinnerungen an meine Jugend (2008)
- Ich träume von der Heimat – Die großen Erfolge (2009)
- Credo – Religiöse Lieder (2009)
- Wenn es Nacht wird in den Bergen (2011)
- Der Mann aus den Bergen – Seine schönsten Lieder (2011)
- Wer glaubt, ist nie allein (2012)
- Die Stimme der Berge (2014)
- Ave Maria – die schönsten Marienlieder (2015)

## Sources
1. ↑  Site officiel – "a Propos de moi".

## Liens
- Site de Oswald Sattler
- Biographie Détaillée

- Ressources relatives à la musique :   - Discogs
  - MusicBrainz
  - Muziekweb
  - Songkick
- Ressource relative à l'audiovisuel :   - IMDb
- Notices d'autorité :   - VIAF
  - ISNI
  - GND